# Denisophytum
Genre
Classification phylogénétique
Denisophytum est un genre de plantes à fleurs de la famille des Caesalpiniaceae selon la classification classique, ou des Fabaceae (sous-famille des Caesalpinioideae) selon la classification phylogénétique.

## Sélection d'espèces
- Denisophytum madagascariense R. Vig, 1949
- Denisophytum pauciflorum (Griseb.) E. Gagnon & G. P. Lewis, 2016